# Marien Leschi
Pour les articles homonymes, voir Marien et Leschi.
Marien Leschi, né à Venaco en Corse en le 20 juillet 1903, décédé le 2 août 1971 à Jouques, est un militaire, un résistant, un directeur de la Radiodiffusion-télévision française et de façon générale, un des pionniers français de la radio-télévision.

## Biographie

### Formation
Né à Venaco en Corse, le 20 juillet 1903, Marien Leschi est admis à l’École polytechnique en 1922 puis à l’école du génie en 1924. Promu lieutenant en 1926, il est affecté au 18e Régiment du Génie. Après un séjour au Levant (Liban) de 1928 à 1931, il est promu capitaine et affecté à la direction du matériel de la télégraphie militaire où il sert sous les ordres du général Gustave Ferrié.
De 1934 à 1936, il suit les cours de l’école supérieure d’électricité, puis de l’école supérieure des Postes & Télégraphes , avant de choisir une carrière militaire et d’être affecté aux services radiotélégraphiques du territoire.

### Le résistant
En 1939, il sert au 2e bureau de l’état-major, promu chef de bataillon en 1940. Affecté aux transmissions, il participe à la négociation d’un accord avec la Pologne sur les longueurs d’onde. Il commande ensuite une équipe de transmissions détachée auprès de Léopold III, en Belgique. Durant l'offensive allemande, et notamment du 10 au 27 mai 1940, il réussit à maintenir sans interruption une liaison entre le cabinet du Roi des Belges et le Grand Quartier Général français, à La Ferté-sous-Jouarre et au château de Vincennes. Cette liaison passe par Calais, puis l'Angleterre via des câbles sous-marins, les îles anglo-normandes de la Manche, Cherbourg, Paris.
Après l'armistice de juin 1940, il est affecté au centre radioélectrique de l’armée de l’armistice situé à « la ferme de la Rapine » près de Vichy. Les Allemands en ont autorisé l'existence dans le cadre de la mission de maintien de l’ordre concédée à ce qui reste de l'armée française au sein du régime de Vichy. Une bonne partie des équipements parisiens, qui aurait dû être remis aux occupants, est entretenue par cette équipe qui envoie du matériel radio en différents endroits de la métropole et en Afrique du Nord. Cette équipe intercepte également des communications allemandes en territoire occupé,. Et ce service qui dépend théoriquement des PTT, est placé en fait sous la houlette de l’état-major des armées françaises et de son chef, le général Verneau. C’est un service dirigé par des militaires animés d'un sentiment anti-allemand, qui ont quitté l’uniforme et dissimulé leurs grades. Les écoutes de Rapine permettent de suivre en octobre et début novembre 1942 les concentrations de troupes allemandes près de la ligne de démarcation, confirmant l'imminence d'une invasion de la zone libre, que d'autres sources annoncent pour le 10 novembre à 0 heure. Dans la nuit du 9 au 10 novembre, les chefs de l'armée d'armistice, entourant le général Verneau, se rendent à la ferme de la Rapine, y attendant un ordre de résistance,. Mais le général Bridoux, secrétaire d’État à la guerre du régime de Vichy, leur ordonne au contraire de se disperser.
Le 10 novembre 1942 à 7h du matin, les Allemands s'avancent en zone libre, et en prennent possession, sans être confrontés à une réelle opposition. C'est l'opération Anton. Pour autant, le centre radioélectrique de Rapine  survit jusqu’au 8 juillet 1943. Durant cette période, Marien Leschi tente de placer son équipe sous le contrôle de la Gendarmerie nationale, camoufle le matériel et tisse des liens avec l’Organisation de résistance de l’armée (ORA). Le 8 juillet 1943, la Gestapo, disposant visiblement de renseignements, débarque à Rapine. Selon le capitaine de la Sipo Hugo Geissler qui pilotait cette arrestation, l'équipe de Marien Leschi avait formé plusieurs centaines de personnes aux techniques de communications radiophoniques et constitué un réseau de 40 stations radioélectriques, dont certaines équipées de groupe électrogène. Arrêté avec cinq membres de son équipe, pour activités clandestines au profit de la Résistance, le chef de bataillon Leschi est déporté au camp de Dora. Il survit et est rapatrié en 1945.

### L'homme de la radio-télévision
En 1946, Marien Leschi est promu colonel et affecté au service d’exploitation des transmissions territoriales. Appelé au poste de directeur des services techniques de la radiodiffusion française en 1947, par Wladimir Porché, il occupe cette fonction jusqu’à sa retraite. Il est promu général de brigade en 1950 et général de division en 1956, continuant à gravir les échelons de la hiérarchie militaire malgré son affectation dans une administration sensible certes, mais civile. Le 4 juin 1954, il annonce dans une conférence de presse le lancement du réseau d'échanges Eurovision. Prudent, il insiste sur le caractère expérimental de ce réseau européen et demande « une grande indulgence aux téléspectateurs car des incidents techniques se produiront sûrement ». En 1958, il est placé sur sa demande au cadre de réserve. En 1959, il devient directeur adjoint de la Radiodiffusion-télévision française (R.T.F). Il prend sa retraite en avril 1963.
Le général Leschi fait partie des pionniers de la radio et de la télévision française. Il a établi les modestes prémisses d'un projet qui aboutira à la construction d'une Maison de la Radio. Il a renforcé le réseau d'émetteurs,,,. Il s'est employé à accélérer l'évolution du matériel. Il a présidé à la mise en place des réseaux radiophoniques en modulation de fréquence, technique dont il avait défendu très tôt l'intérêt. Il a également piloté les études préparant à la mise en place de la seconde chaîne de télévision française.
Il est grand officier de la Légion d’honneur, titulaire de la croix de guerre 1939-1945 et de la médaille de la Résistance. Il décède à Jouques dans les Bouches-du-Rhône le 2 août 1971.

## Filmographie
- « Visite de G. DEFFERRE dans les locaux de l'ORTF. Accompagné d'une délégation, dont René BESSE, directeur de la station, le Général LESCHI et Jean GIRAUD, ingénieur. », sur le site de l'INA, 18 juin 1955.